# Ligne 11 du tramway de Bruxelles
Pour les articles homonymes, voir Ligne 11.
La ligne 11 du tramway de Bruxelles est un projet de ligne de tramway à Bruxelles, qui relierait les arrêts Rogier et Bourget. le tram 11 devait initialement être mis en place à l'arrivée si le tram 10 ainsi que les lignes de tramway 3 et 25 devaient être supprimés. Le tram 11 aurait repris le tronçon   boondael -meiser du tram 25. Mais, en raison des protestations à Schaerbeek pour conserver le tram 25, ce projet du tram 11 a été abandonné jusqu'en 2025 et le tram 35 a été mis en œuvre temporairement.

## Projet
En décembre 2023, la STIB annonce une série de modifications à venir sur son réseau, à partir de septembre 2024, et concomitante à la mise en service de la ligne 10. À cette date, la ligne 25 devait disparaître pour être remplacée par une ligne 11 et ligne 22. Tandis que la ligne 22 devait circuler entre les arrêts Rogier et Eurocontrol (remplaçant la ligne 25 entre Rogier et Meiser), la ligne 11 devait quant à elle circuler entre les arrêts Esplanade et Boondael Gare (remplaçant la ligne 25 entre Meiser et Boondael Gare),.
Mais à la suite d'une pétition lancée contre la suppression de la ligne 25, la STIB modifie ses projets. En mai 2024, elle annonce le maintien de la ligne 25 en septembre 2024, ainsi que la création d'une ligne provisoire numérotée 35, qui circulerait entre les arrêts Esplanade et Bienfaiteurs. La STIB prévoit « à moyen terme » de faire disparaître la ligne 35, de modifier le tracé de la ligne 25 pour la faire circuler entre Esplanade et Boondael Gare, et de créer une nouvelle ligne 11 qui circulera entre Rogier et Bourget (tracé initialement prévu pour une ligne 22, dont le numéro ne sera finalement pas utilisé).

## Tracé et stations
Le trajet prévu est le suivant :
|  |   |  | Stations       | Lat/Long                    | Type     | Communes                | Correspondances                                     |
|  | - |  | -------------- | --------------------------- | -------- | ----------------------- | --------------------------------------------------- |
|  | o |  | Rogier         | 50° 51′ 20″ N, 4° 21′ 32″ E | Prémétro | Saint-Josse-Ten-Noode   | -                                                   |
|  | o |  | Gare du Nord   | 50° 51′ 37″ N, 4° 21′ 37″ E | Prémétro | Schaerbeek              | -                                                   |
|  | o |  | Thomas         | 50° 51′ 56″ N, 4° 21′ 49″ E |          | Schaerbeek              | (T) · (3) · (55) · (62) · (93)                      |
|  | o |  | Liedts         | 50° 51′ 50″ N, 4° 21′ 59″ E |          | Schaerbeek              | (T) · (55) · (62) · (93)                            |
|  | o |  | Lefrancq       | 50° 51′ 41″ N, 4° 22′ 04″ E |          | Schaerbeek              | (T) · (62) · (93)                                   |
|  | o |  | Robiano        | 50° 51′ 38″ N, 4° 22′ 16″ E |          | Schaerbeek              | -                                                   |
|  | o |  | Coteaux        | 50° 51′ 34″ N, 4° 22′ 39″ E |          | Schaerbeek              | -                                                   |
|  | o |  | Bienfaiteurs   | 50° 51′ 29″ N, 4° 23′ 03″ E |          | Schaerbeek              | -                                                   |
|  | o |  | Patrie         | 50° 51′ 23″ N, 4° 23′ 28″ E |          | Schaerbeek              | -                                                   |
|  | o |  | Meiser         | 50° 51′ 18″ N, 4° 23′ 54″ E |          | Schaerbeek              | -                                                   |
|  | o |  | Léopold III    | 50° 51′ 28″ N, 4° 23′ 50″ E |          | Schaerbeek              | (T) · (7) · (62) · (B) · (63) · (N04)               |
|  | o |  | Pentathlon     | 50° 51′ 38″ N, 4° 24′ 06″ E |          | Schaerbeek              | (T) · (62)                                          |
|  | o |  | Evere Shopping | 50° 52′ 02″ N, 4° 24′ 10″ E |          | Evere                   | (T) · (62) · (B) · (21) · (66)                      |
|  | o |  | Lekaerts       | 50° 52′ 19″ N, 4° 24′ 24″ E |          | Evere                   | (T) · (62) · (B) · (21) · (45) · (65)               |
|  | o |  | Da Vinci       | 50° 52′ 36″ N, 4° 24′ 43″ E |          | Evere                   | (T) · (62) · (55) · (B) · (12) · (65) · (69) · (80) |
|  | o |  | Fusée          | 50° 52′ 39″ N, 4° 25′ 14″ E |          | Haren (Bruxelles-ville) | -                                                   |
|  | o |  | Bourget        | 50° 52′ 42″ N, 4° 25′ 51″ E |          | Haren (Bruxelles-ville) | -                                                   |

## Exploitation de la ligne

### Matériel roulant
La ligne 11 sera entièrement équipée et exploitée par des motrices T4000.

### Tarification et financement
La tarification de la ligne sera identique à celles des autres lignes de tramway exploitées par la STIB ainsi que les réseaux urbains bruxellois TEC, De Lijn, SNCB et accessible avec les mêmes abonnements sauf sur le tronçon Bourget-Brussels Airport de la ligne 12. Un ticket peut permettre par exemple 1, 5 ou 10 voyages avec possibilité de correspondance.
Le financement du fonctionnement de la ligne, entretien, matériel et charges de personnel, est assuré par la STIB.